# Залізничний транспорт Дніпропетровської області
Залізничний транспорт Дніпропетровської області — один з видів транспорту, що забезпечує функціонування різних галузей життя Дніпропетровського регіону.

## Історія
У 1862 року перший міністр шляхів сполучення Російської імперії висунув проект будівництва залізниці від Катеринослава до Донецького вугільного басейну.
15 листопада 1873 року відкрито регулярний рух поїздів на дільницях Синельникове — Катеринослав і Лозова — Олександрівськ.
22 квітня 1875 року уряд затвердив план будівництва дільниць дороги від станції Казанка до станції Катеринослав і від станції Ясинувата до станції Синельникове.
18 травня 1884 року відкрито рух поїздів на дільницях Ясинувата — Синельникове і Казанка — Катеринослав. Зданий в експлуатацію залізничний міст через Дніпро.
У 1898 році побудовано залізничну лінію Колачевське — П'ятихатки — Любомирівка.
У 1899 році відкрито рух поїздів у напрямку Чаплине — Бердянськ.

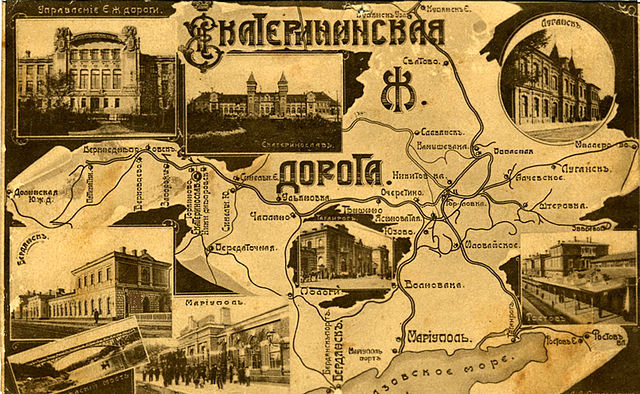
Катерининська залізниця, листівка, ~1900 рік

У 1904 році введено в експлуатацію другу Катерининську залізницю (Кривий Ріг — Олександрівськ — Царекостянтинівка).
У 1913 році Катерининська залізниця перевезла 2 млрд. 300 млн пудів різних вантажів, одержавши прибуток у 40 млн карбованців — рекорд залізничного транспорту в Російській імперії.
У 1927 році введено в дію лінію Нижньодніпровськ — Костянтиноград.
У 1930 році відкрито сортувальну станцію Нижньодніпровськ-Вузол.
У 1932 році завершено будівництво локомотивного депо Нижньодніпровськ-Вузол.
25 грудня 1935 року вступила до ладу перша електрифікована дільниця Довгинцеве — Запоріжжя.
4 січня 1936 року Катерининська залізниця була перейменована на Сталінську.
23 вересня 1946 року на залізниці утворено п'ять відділень: Дніпропетровське, Довгинцевське, Запорізьке, Мелітопольське, Сімферопольське.
У 1953 році утворено службу електрифікації та енергозабезпечення.
У грудні 1959 року закінчено електрифікацію напрямку П'ятихатки — Чаплине.
У 1960 році електрифіковано дільницю Верхівцеве — Довгинцеве.
15 листопада 1961 року Сталінська залізниця перейменована в Придніпровську.
У грудні 1965 року був електрифікований напрямок Лозова — Запоріжжя.
27 грудня 1965 року стала до ладу відновлена дільниця Павлоград I — Новомосковськ-Дніпровський.
3 лютого 1971 року президія Верховної Ради СРСР нагородила Придніпровську залізницю орденом Леніна за забезпечення високих показників у роботі.
У 1994 році Дніпропетровське відділення залізниці перетворено в державне підприємство з перевезення вантажів і пасажирів.

## Управління
Управлінням залізничною мережею Дніпропетровської області займаються Придніпровська, Донецька та Одеська залізниці. У складі Придніпровської залізниці існують дирекції: Дніпровська, Криворізька та Запорізька. У складі Донецької залізниці — Ясинуватська дирекція. У складі Одеської залізниці — Знам'янська та Херсонська дирекції.

## Залізниці
Дніпропетровська область розташована у центральній частині України, тому це вигідно впливає на її роль як транзитера пасажирів та товарів між областями. Область перетинає два найважливіші напрямки «Схід» — «Захід» та «Північ» — «Південь». Перший напрямок («Схід» — «Захід») поєднує Донбас та південь Російської Федерації із заходом України, Києвом та Європою. Другий напрямок («Північ» — «Південь») поєднує Слобожанщину та Москву із півднем України. Ще один важливий напрямок, що поєднує Криворіжжя із Запоріжжям.
Залізниці Дніпропетровської області:
- Олександрія — П'ятихатки — Верхівцеве — Дніпро — Синельникове — Чаплине — Покровськ
- Лозова — Павлоград — Синельникове — Запоріжжя
- П'ятихатки — Кривий Ріг — Апостолове — Нікополь — Запоріжжя
- Снігурівка — Апостолове — Зустрічний
- Новомосковськ — Красноград
- Долинська — Кривий Ріг — Верхівцеве
- Чаплине — Пологи
- Новомосковськ — Павлоград — Покровськ
- Запоріжжя-Кам'янське — Кам'янське — Балівка — Новомосковськ
- Дніпро — Сухачівка

Не всі залізниці області є електрифікованими. Дільниці Снігурівка — Апостолове — Зустрічний, Новомосковськ — Красноград та Чаплине — Пологи є неелектрифікованими. На дільницях Придніпровської та Донецької залізниць діє постійний струм, лише починаючи від станції П'ятихатки-Стикова у напрямку Олександрії діє змінний струм.

## Станції
Залізниці Дніпропетровської області нараховують 106 станцій. З них 55 станцій обслуговує Дніпровська дирекція залізничних перевезень, 44 станції — Криворізька дирекція залізничних перевезень, 3 станції — Ясинуватська дирекція Донецької залізниці, по 2 станції обслуговують Запорізька дирекція залізничних перевезень та Знам'янська дирекція Одеської залізниці. Жодної станції в межах області не обслуговує Херсонська дирекція залізничних перевезень.

На дніпропетровських залізничних лініях розташовані 3 пасажирські станції: Дніпро-Головний, Дніпро-Лоцманська та Кам'янське-Пасажирське; 2 сортувальні станції: Кривий Ріг-Сортувальний та Нижньодніпровськ-Вузол; 9 дільничних станцій: Апостолове, Верхівцеве, Новомосковськ-Дніпровський, Павлоград I, П'ятихатки, Синельникове I, Синельникове II, Сухачівка та Чаплине. Станція П'ятихатки-Стикова є станцією стикування постійного і змінного струму.